# Srbská Kamenice
Srbská Kamenice település Csehországban, Děčíni járásban. Srbská Kamenice Bynovec, Janská, Jetřichovice, Huntířov és Růžová településekkel határos. Lakosainak száma 270 fő (2024. január 1.).

## Népesség
A település lakosságának változását az alábbi diagram mutatja:
| Lakosok száma | 1044 | 941  | 905  | 329  | 218  | 229  | 263  | 268  | 264  | 270  |
|               | 1869 | 1900 | 1921 | 1961 | 1980 | 2011 | 2016 | 2019 | 2021 | 2024 |